# سوارکاری در المپیک تابستانی ۱۹۲۴
سوارکاری در بازی‌های المپیک تابستانی ۱۹۲۴ نام رویداد ورزش سوارکاری در بازی‌های المپیک تابستانی بود که در سال ۱۹۲۴ برگزار شد.

## کشورهای شرکت کننده
در این مسابقات ۹۷ ورزشکار از ۱۷ کشور به رقابت با یک دیگر پرداختند.
- اتریش (۲)
- بلژیک (۱۱)
- بلغارستان (۲)
- چکسلواکی (۱۱)
- دانمارک (۱)
- فنلاند (۱)
- فرانسه (۱۲)
- بریتانیای کبیر (۶)
- ایتالیا (۵)
- هلند (۵)
- لهستان (۶)
- پرتغال (۴)
- اسپانیا (۴)
- سوئد (۱۲)
- سوئیس (۹)
- ایالات متحده آمریکا (۵)
- یوگسلاوی (۱)

## جدول مدال‌ها
| رتبه | کشور                      | طلا | نقره | برنز | مجموع |
| ۱    | سوئد (SWE)                | ۲   | ۲    | ۰    | ۴     |
| ۲    | هلند (NED)                | ۲   | ۰    | ۰    | ۲     |
| ۳    | سوئیس (SUI)               | ۱   | ۱    | ۰    | ۲     |
| ۴    | ایتالیا (ITA)             | ۰   | ۱    | ۱    | ۲     |
| ۵    | دانمارک (DEN)             | ۰   | ۱    | ۰    | ۱     |
| ۶    | فرانسه (FRA)              | ۰   | ۰    | ۱    | ۱     |
| ۶    | لهستان (POL)              | ۰   | ۰    | ۱    | ۱     |
| ۶    | پرتغال (POR)              | ۰   | ۰    | ۱    | ۱     |
| ۶    | ایالات متحده آمریکا (USA) | ۰   | ۰    | ۱    | ۱     |